# جان لیگونیر، اولین ارل لیگونیر
جان لیگونیر، اولین ارل لیگونیر (انگلیسی: John Ligonier, 1st Earl Ligonier; ۷ نوامبر ۱۶۸۰ – ۲۸ آوریل ۱۷۷۰) سیاست‌مدار اهل پادشاهی بریتانیای کبیر بود. وی همچنین برندهٔ جوایزی همچون همکار انجمن سلطنتی شده‌است.